# Freddy Torrealba
Freddy Torrealba (Santiago de Chile, 16 de diciembre de 1966) es un charanguista chileno.

## Inicios
Zurdo por naturaleza ha llevado el Charango a un nivel nunca antes visto en todo el Mundo, destacándose por su virtuosismo y técnica. 
Hijo de Domingo Torrealba Moraga (Colchagua) y de Irma Torres González (Curicó), los cuales recorrieron Chile en un Teatro Móvil (o Circo con Show), desempeñando prácticamente todas las tareas de este oficio, aunque tuvieron especial énfasis en el desarrollo musical de las presentaciones con Dúos de Tonadas, Rancheras y canciones propias del campo.
A los 2 años de edad, Freddy ya demostraba aptitudes musicales y a los 9 años tomaba la guitarra, interpretando canciones como El Huamaqueño, El Séptimo de Línea, entre otras.
A sus 11 años dio su primera presentación con público sólo con guitarra pero le tembló tanto la pierna de los nervios que tuvo que tocar algo mucho más fácil de lo que iba a tocar. 
Siendo el menor de 4 hermanos (Ricardo, Nancy, Queno y Freddy), en 1977 su hermano mayor (Ricardo) lo integra un grupo de la Capilla de la Población Malaquías Concha llamado Pucará, esta fue la ocasión en que conoce el Charango, instrumento que rápidamente llama su atención por su tamaño, cantidad de cuerdas y sonido. Por razones económicas y sociales, Freddy no tuvo acceso directo al instrumento, por lo que recién en 1979 volvió a ver un Charango, al formar parte del elenco de la Peña Kamarundi (Lugar fundado por el actor Manuel Escobar).
En 1981 su hermano Ricardo, compró un Charango de Quirquincho que Freddy logró afinar y del cual nunca se separó. En ese mismo año ingresa a la Escuela Experimental Artística de La Reina, donde define su amor por el folclore; es por eso que al año siguiente decide estudiar Charango, previamente tuvo que aprobar todos los niveles de Guitarra Folclórica que se exigían, y el segundo semestre tuvo sus primeras clases formales del instrumento con Mauricio Mena, del grupo Ortiga. Finalmente su pasión por el instrumento lo llevó ese mismo año a presentarse como un ejecutante de gran talento. Trabajó en el colegio suizo de santiago (Schweizer Schule von Santiago) un colegio bilingüe pero renunció ya que le dieron la oportunidad de tocar en Canadá por 2 años pero no lo dejaron. Actualmente tiene una hija de 15 años llamada Millantú Torrealba que también es como una "cajita musical" para el piano, la guitarra, la flauta dulce y el cantó entre otras cosas.
Además tiene dos hijos mayores, Belén y Esaú Torrealba; Belén se dedica a los bailes originarios junto a su madre y su hija Mawen Torrealba, participando en agrupaciones Mapuches en la comuna de Quilicura, Esaú estudió Teatro en el Liceo Experimental Artístico y luego en la UPLA, carrera que congeló debido a un incidente con carabineros de Valparaíso, el cual le dejó como saldo una triple fractura de la mandíbula. En su carrera como actor grabó un "corto" llamado "EL CUERPO DE CRISTO".

## Desarrollo y reconocimiento internacional
Ya en Kamarundi se formó como músico, intérprete virtuoso de la Guitarra y el Charango, por lo que en 1984 viaja a Canadá, dos años después a Argentina (1986) y al año siguiente a los Estados Unidos (1987). Paralelo a estos viajes continúa sus estudios en la Escuela Experimental de Educación Artística (comuna de La Reina)  , y forma el dúo con el guitarrista y compositor Mauricio Urbina, teniendo gran actividad musical entre 1985 y 1998. Desde esa fecha a la actualidad, es acompañado en la guitarra por Melvin Velásquez Escobar.
En 1988 son invitados a grabar un programa para la Radio Beethoven, lo que más tarde se convierten en la producción CHARANGAMENTE. Años más tarde (1990), viaja al Norte de Chile, con Mauricio Urbina y Daniel Muñoz. Están un mes en Antofagasta, otro en Calama, uno en Iquique y finalmente otro en Arica, luego emprende viaje a Bolivia (La Paz), donde se quedan por cuatro meses.

### Junto a Ernesto Cavour
En 1990 conocen al maestro Boliviano, Ernesto Cavour y logran tocar en la Peña Naira. También realizan un concierto en el Teatro Modesta Sanjines, reconocido por ser el Centro Cultural más importante de La Paz.

### Junto a Silvio Rodríguez
En 1992, se les invita para conocer al cantante y compositor cubano, Silvio Rodríguez, fue un encuentro muy especial, que incluso los llevó a ser integrados a una gira por Chile en noviembre del mismo año.

### Grabaciones
En 1994 conocen a Pancho Straub, con quien comienzan el trabajo de grabación independiente del disco “Charango y Guitarra”; este termina de grabarse en 1997, pero por distintas razones no pudo ser lanzado de forma oficial, hasta que el Sello Alerce lo edita bajo el nombre de La Otra Música.
En el año 2001, tiene un magistral aporte con temas de su autoría como Puelche y Claudia; en El Álbum "Charango - Autores Chilenos", en el cual se encuentran importantes representantes del Charango como: Horacio Duran, Italo Pedrotti, Adrian Otárola, entre otros.  
En agosto del 2003, Freddy ya consagrado como un maestro del Charango, presentó en el Teatro Municipal de Ñuñoa su disco Charango al sur del Charango, donde explora distintos sonidos latinoamericanos y del mundo: Folclor, Jazz y Barroco. En el disco participan el bajista Cristián Gálvez, el guitarrista y compositor Juan Antonio Sánchez y la cantante Francesca Ancarola, entre otros.